# Interpretação transacional
A interpretação transacional da mecânica quântica (em inglês, Transactional Interpretation of Quantum Mechanics, TIQM), proposta  por John Cramer em 1986, é uma interpretação pouco usual da mecânica quântica que descreve as interações quânticas como uma onda estacionária formada pela combinação de uma onda que precede a partícula (avançada no tempo) e  uma outra onda que segue a partícula (retardada no tempo). Essa interpretação descreve todo evento quântico como se fosse um "aperto de mãos" entre a onda avançada e a onda retardada. Segundo Cramer, essa maneira de ver as coisas é mais intuitiva, evita o problema filosófico do papel do observador (presente na interpretação de Copenhague) e resolve vários paradoxos quânticos. De acordo com o autor, a interpretação transacional é coerente com os resultados da experiência da borracha quântica de escolha retardada de Marlan Scully, ao passo que a interpretação de Copenhague e a interpretação dos mundos múltiplos não o são.. A interpretação transacional é também consistente com Experimento de Afshar, apresentado em 2004 pelo físico iraniano Shahriar S. Afshar.
A existência de ondas adiantadas e retardadas como soluções válidas das equações de Maxwell já havia sido proposta  em 1945, por R. Feynman e J. Wheeler (citados no artigo original de John Cramer) na teoria do absorvedor. Isso lhes permitiu resolver o problema da autoenergia do elétron. Mais tarde, eles desistiram da ideia das ondas que voltassem no tempo.
J. Cramer retomou a ideia das duas ondas para formular sua interpretação transacional da teoria quântica. Enquanto a equação de Schrödinger usual não admite soluções avançadas, sua versão relativista permite essas soluções, as quais são empregadas na interpretação transacional.  De acordo com essa interpretação, qualquer fonte normalmente emite uma onda retardada com a metade da amplitude observada, enquanto o detector emite uma onda avançada com a mesma meia amplitude. As fases da onda retardada e avançada são correlacionadas de tal forma que as ondas interferem positivamente na região do espaço-tempo  correspondente à onda verdadeira (observável) e  interferem negativamente em todas as outras regiões do espaço-tempo (isto é, antes do ponto de emissão e depois do ponto de absorção). Para o observador, esta onda padrão no espaço-tempo pareceria como se uma partícula viajasse através do espaço. 
Cramer adotou a TIQM no seu curso de mecânica quântica na Universidade de Washington,  em Seattle.